# PZL.23
PZL.23
試作3号機のPZL.23/III
- 用途：軽爆撃機、偵察機
- 製造者：PZL（Państwowe Zakłady Lotnicze）
- 運用者：ポーランド空軍、ブルガリア空軍、ルーマニア空軍
- 初飛行：1934年4月1日
- 生産数：250機（+試作機：3機）
- 運用開始：1936年
- 退役：1946年

PZL.23 カラシュ（PZL.23 Karaś）は、1930年代半ばにワルシャワのPZLで設計されたポーランドの軽爆撃機/偵察機である。本機はドイツのポーランド侵攻期間中のポーランドの主力爆撃/偵察機であった。

## 設計と開発
PZL.23はポーランド空軍のブレゲー 19とポテーズ 25を代替するために1931年に開発された。主任設計技師のStanisław Praussは「机上」の提案だけで終わった旅客機PZL.13の設計を基礎にして、桁構造の代わりに軽量な閉断面構造（PZL.19で初めて採用された）の主翼を持つ近代的な全金属製の機体を設計した。試作初号機のP.23/Iは1934年4月に初飛行を行い、試作2号機のP.23/IIがこれに続いた。
より良好な視界を確保するために操縦席の位置を上げ、エンジン搭載位置を下げた1935年の試作3号機P.23/IIIが「カラシュ」（Karaś：ポーランド語で「フナ」の意）の名称で量産型に選ばれた。最初の量産型PZL.23Aは、ポーランドでライセンス生産された出力670 hp (500 kW)のブリストル ペガサス IIM2 星型エンジンを搭載していたが、このエンジンは信頼性に欠けることが分かったため最終型のPZL.23Bでは出力720 hp (537 kW)のより新しいペガサス VIIIエンジンが搭載された。
本機は全金属製、金属外皮の片持ち式低翼単葉機という機体構造を採っており、搭乗員はパイロット、爆撃手、後部銃手の3名で構成されていた。戦闘時の爆撃手の定位置は胴体下のゴンドラ内で、ここで胴体下面の機関銃も操作した。固定式の主脚はスパッツで覆われており、その頑丈そうな外観に反して不整地の飛行場には不適であった。主翼下には最大700 kg (1,500 lb) (6 x 100 kg and 2 x 50 kg)の爆弾を搭載することが可能であった。使用されたエンジンは標準出力：570 hp (425 kW)/最大出力：670 hp (500 kW)のペガサス IIM2（PZL.23A）、標準出力：650 hp (485 kW)/最大出力：720 (537 kW)のペガサス VIII（PZL.23B）の2種類で、どちらのエンジンでも2枚ブレードのプロペラを使用した。
ライセンス生産のブリストル・エンジンはポーランド国内向けのみの使用に限定され、輸出向けにはPZL設計の色々な機種に使用されたGnome-Rhône 14K エンジンが使用された。この14Kエンジンを搭載したPZL.23の場合は機体に幾つかの変更が加えられてPZL.43 カラシュとなった。最後の輸出型は出力1,020 hpのGnome-Rhone 14N-01 エンジンを搭載したPZL.43Aであった。合計で52機のPZL.43が生産されたが、これらは全てブルガリア向けであった。ブルガリアでは、PZL.43/43Aは「チャイカ（カモメ）」と呼ばれた。新しいエンジンによりこの機体はかなりの性能向上を見せ、最大速度は365 km/hに増加した。
1936年中には40機のPZL.23Aが、1936年遅くから1938年2月にかけて210機の新しいエンジンを搭載したPZL.23Bが生産された。これらはカラシュAとB、又はカラシュIとIIと呼ばれた。全てのPZL.23には軍用番号の44.1から44.250までが割り当てられた。この機種のことは"PZL P.23"と呼ばれることがあるが、垂直尾翼に略して「P.23」と描かれていても"P"の記号は通常はズィグムント・プワフスキ設計の戦闘機（例えばPZL P.11）に与えられていた。1936年11月に1機がパリ航空ショーに展示され、注目を集めた。
この時期にPZLは部分的にPZL.23の設計を基にした新しい軽爆撃機のPZL.46 Sumを開発したが、1938年に2機の試作機が完成しただけであった。また、双尾翼と胴体内へ引き込みまれる改良型のゴンドラを備えたカラシュの実験的な派生型PZL.42も1機製作された。

## 運用の歴史

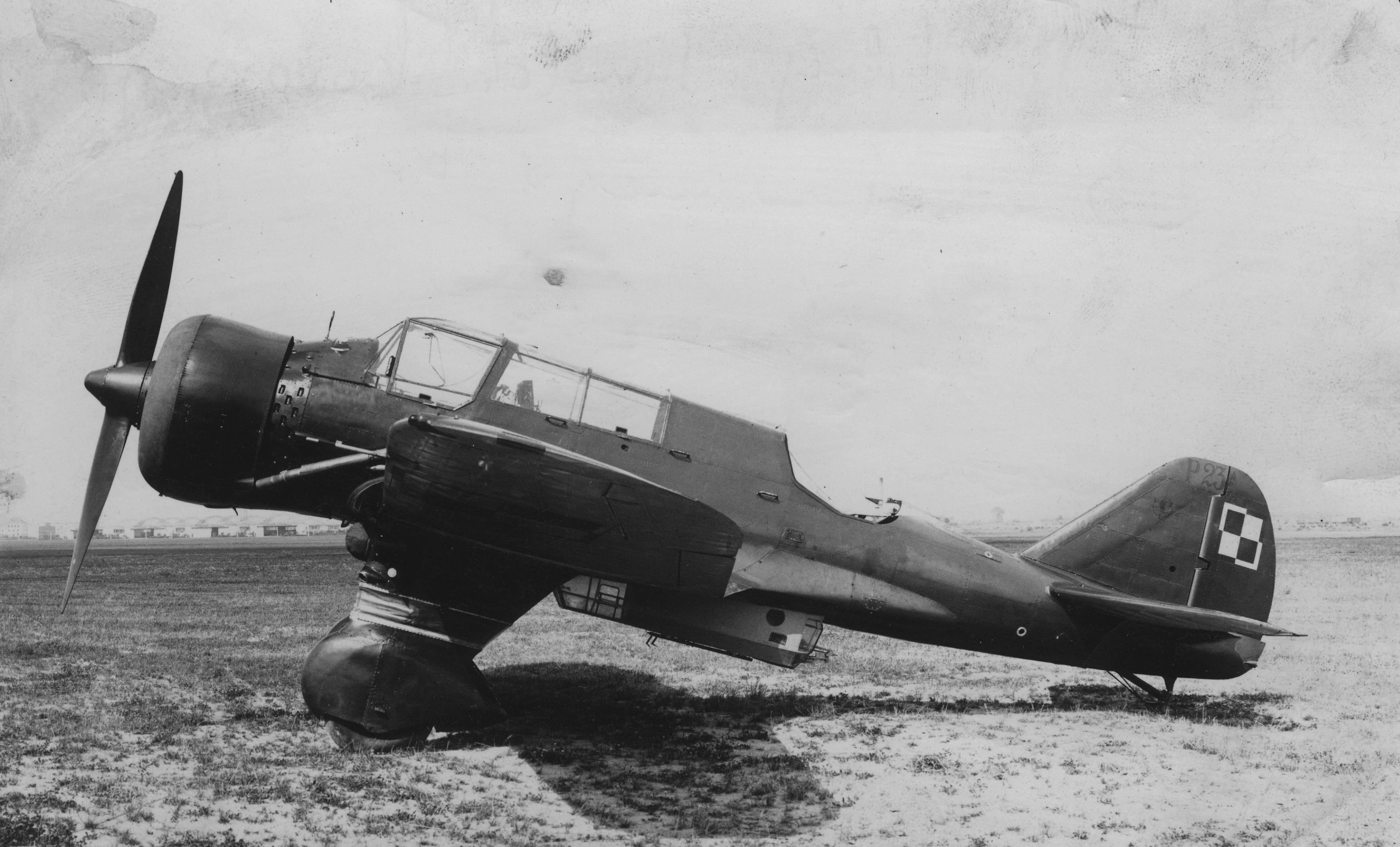
量産型のPZL.23A。

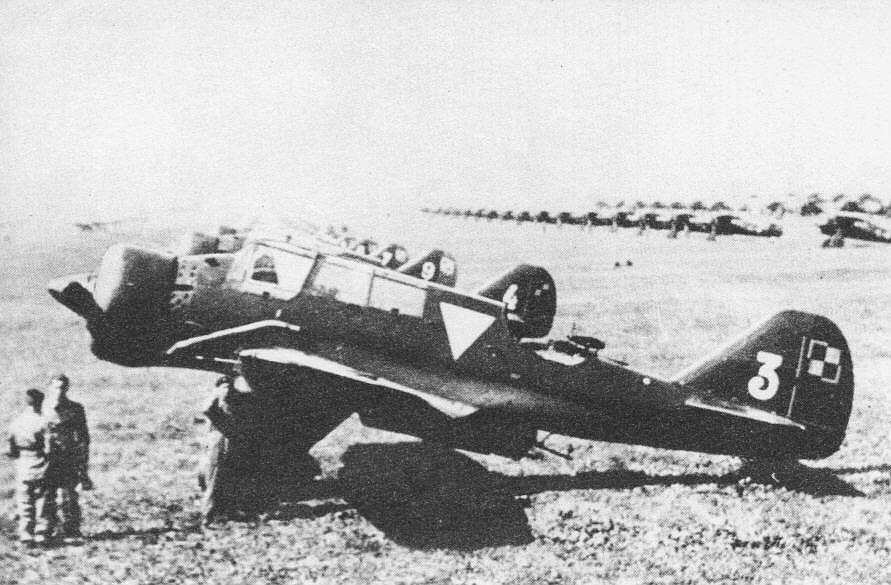
ワルシャワ空港のPZL.23A カラシュ。背後に駐機するPZL P.11かPZL P.7戦闘機に注意。

1936年遅くに40機のPZL.23Aがポーランド空軍に納入されたが、エンジンの不具合により上昇限度が限られたことで複式操縦装置を取り付けて訓練任務のみに使用された。1937年から合計210機のPZL.23Bが空軍に納入され、1930年代中にブレゲー 19、ポテーズ 25、ポテーズ 27といった複葉機を代替してポーランドの第一線の爆撃/偵察機の主力となった。1939年8月までに23機が墜落したが、これは平均的な事故率であった。
1939年にはこの機体は時代遅れとなっていた。主な欠点はその低速であったが機動性の欠如もまた問題であった（PZL.23Bの最大速度は365 km/hであったが、危険な飛行特性により319 km/hを超過することは禁じられていたことに注意）。1939年9月1日の第二次世界大戦の勃発時のドイツによるポーランド侵攻期間中に本機はまだポーランドの主力軽爆撃機/偵察機の座を占めていた。114機のPZL.23Bが実戦部隊に配備されていたのと共に戦時促成部隊で使用されていたPZL.23もあった（更に75機のPZL.23Bと35機のPZL.23Aが飛行学校、予備として保管、修理中という状態）。PZL.23Bは各飛行隊が10機で編成される爆撃連隊の5個爆撃飛行隊（Eskadra Bombowa）と7個陸軍偵察飛行隊で運用された（爆撃連隊のその他の飛行隊はPZL.37 Łośを装備）。これに加えてブルガリアから発注された2機のPZL.43Aが徴発されてポーランドの第41飛行隊に就役した。
1939年9月2日に第21飛行隊の1機のPZL.23Bがドイツ領への初の爆撃としてオーラウ (Ohlau) の工場を爆撃した。PZL.23爆撃飛行隊は9月3日はもっぱらドイツ軍の装甲車両の車列を攻撃し、その一方で陸軍飛行隊の主な任務は偵察であった。爆撃連隊の5個飛行隊はこの作戦中に約52-60トンの爆弾を投下し、陸軍の飛行隊も同様に12トン近くを投下した。
この機種の低速、貧弱な防弾装甲、特に戦闘機に対する弱さによりPZL.23は甚大な被害を出した。多くはドイツ空軍の戦闘機に撃墜されたが、反撃により僅かの敵機も撃墜した。貧弱な装甲にもかかわらず搭乗員たちはしばしば低空でドイツ軍の車列を攻撃して自機を敵対空砲火に晒した。約20機が不整地の滑走路上で破損し、約120機（86%）のPZL.23が1939年中に破壊されたが直接の敵の攻撃によるものは67機のみであった。ポーランド侵攻作戦中にドイツ空軍が実施した飛行場のポーランド戦闘部隊に対する唯一成功した攻撃が9月14日のHutnikiに駐屯する爆撃連隊のPZL.23Bに対するものであったが、この攻撃で破壊されたのは僅かな機数であった。
少なくとも21機のPZL.23が1939年にルーマニアに引き渡され、19機がソ連と戦うルーマニア王立空軍で使用された。50機のPZL.43とPZL.43A（これらはドイツから引き渡された）が「チャイカ」（Chaika）の名で1946年までブルガリア空軍で訓練用に使用された。戦後にポーランドに残存するPZL.23は1機も無かった。

## 運用
ポーランド
- ポーランド空軍

 ルーマニア
- ルーマニア王立空軍[1]

 ブルガリア
- ブルガリア空軍[2]

## 要目 (PZL.23A)
出典: 
諸元
- 乗員: 3
- 全長: 9.68 m （31 ft 9 in）
- 全高: 3.3 m （10 ft 10 in）
- 翼幅: 13.95 m（45 ft 9 in）
- 翼面積: 26.8 m2 （288 ft2）
- 空虚重量: 1,928 kg （4,251 lb）
- 運用時重量: 2,813 kg （6,202 lb）
- 最大離陸重量: 3,428 kg （7,557 lb）
- 動力: PZL製ブリストル ペガサス IIM2 空冷 9気筒 星型エンジン、500 kW （670 hp）   × 1

性能
- 最大速度: 304 km/h  189 mph
- 巡航速度: 240 km/h  149 mph
- 失速速度: 110 km/h  68 mph
- 航続距離: 1,260 km  783 mi
- 実用上昇限度: 7,300 m （23,950 ft）
- 上昇率: 6.5 m/s （1,280 ft/min）

武装
- 固定武装: 1 x 7.92 mm PWU wz.33 機関銃（機首）
1 x 7.92 mm ヴィッカースF 機関銃（後部上部銃座）
1 x 7.92 mm ヴィッカースF 機関銃（後部下部銃座）
- 爆弾: 700 kg (1,543 lb)

## 要目 (PZL.23B)
出典: 
諸元
- 乗員: 3
- 全長: 9.68 m （31 ft 9 in）
- 全高: 3.3 m （10 ft 10 in）
- 翼幅: 13.95 m（45 ft 9 in）
- 翼面積: 26.8 m2 （288 ft2）
- 空虚重量: 1,980 kg （4,365 lb）
- 運用時重量: 2,893 kg （6,378 lb）
- 有効搭載量: 913-1,546 kg
- 最大離陸重量: 3,526 kg （7,774 lb）
- 動力: PZL製ブリストル ペガサス VIII 空冷 9気筒 星型エンジン、537 kW （720 hp）   × 1

性能
- 最大速度: 319 km/h  198 mph
- 巡航速度: 270 km/h  167 mph
- 失速速度: 110 km/h  68 mph
- 航続距離: 1,260 km  783 mi
- 実用上昇限度: 7,300 m （23,950 ft）
- 上昇率: 6.7 m/s （1,319 ft/min）

武装
- 固定武装: 1 x 7.92 mm PWU wz.33 機関銃（機首）
1 x 7.92 mm ヴィッカースF 又はPWU wz.33 機関銃（後部上部銃座）
1 x 7.92 mm ヴィッカースF又はPWU wz.33 機関銃（後部下部銃座）
- 爆弾: 700 kg (1,543 lb)